# Biton villosus
Espèce
Biton villosus est une espèce de solifuges de la famille des Daesiidae.

## Distribution
Cette espèce se rencontre en Somalie et en Éthiopie.

## Description
La femelle holotype mesure 12 mm.

## Publication originale
- Roewer, 1933 : Solifuga, Palpigrada. Dr. H.G. Bronn's Klassen und Ordnungen des Thier-Reichs, wissenschaftlich dargestellt in Wort und Bild. Akademische Verlagsgesellschaft M. B. H., Leipzig. Fünfter Band: Arthropoda; IV. Abeitlung: Arachnoidea und kleinere ihnen nahegestellte Arthropodengruppen, vol. 2/3, p. 161–480 (texte intégral).